# Latarnia morska Keri
Latarnia morska Keri (est. Keri tuletorn) – latarnia morska usytuowana na wyspie Keri w Zatoce Fińskiej. 
25 listopada 1997 roku latarnię wpisano na listę narodowych zabytków Estonii pod numerem 9500. Na liście świateł nawigacyjnych Estonii – rejestrze Urzędu Transportu Morskiego (Veeteede Amet) w Tallinnie – ma numer 155.
Budowę latarni rozpoczęto w 1800 roku. Składała się ona z dwóch części: kamiennej wieży o przekroju okręgu i o wysokości kilku metrów, na której zbudowano drewnianą kilkumetrową ośmiokątną wieżę z ośmiokątną laterną. W czasie wojny krymskiej latarnia uległa częściowemu zniszczeniu. W 1858 roku latarnię odbudowano, zastępując drewnianą ośmiokątną wieżę, metalową o przekroju kołowym. W 1907 roku zasilanie latarni przerobiono na gazowe. Gaz uzyskiwano z głębokości 115 metrów, ze znajdującego się pod wyspą złoża. Jednak z powodu wstrząsów podziemnych w 1912 roku ten sposób zasilania porzucono. W 1996 roku w wyniku erozji spowodowanej sztormami, część kamiennej podstawy latarni uległa zniszczeniu. Podstawę wieży wzmocniono żelbetonowymi konstrukcjami.

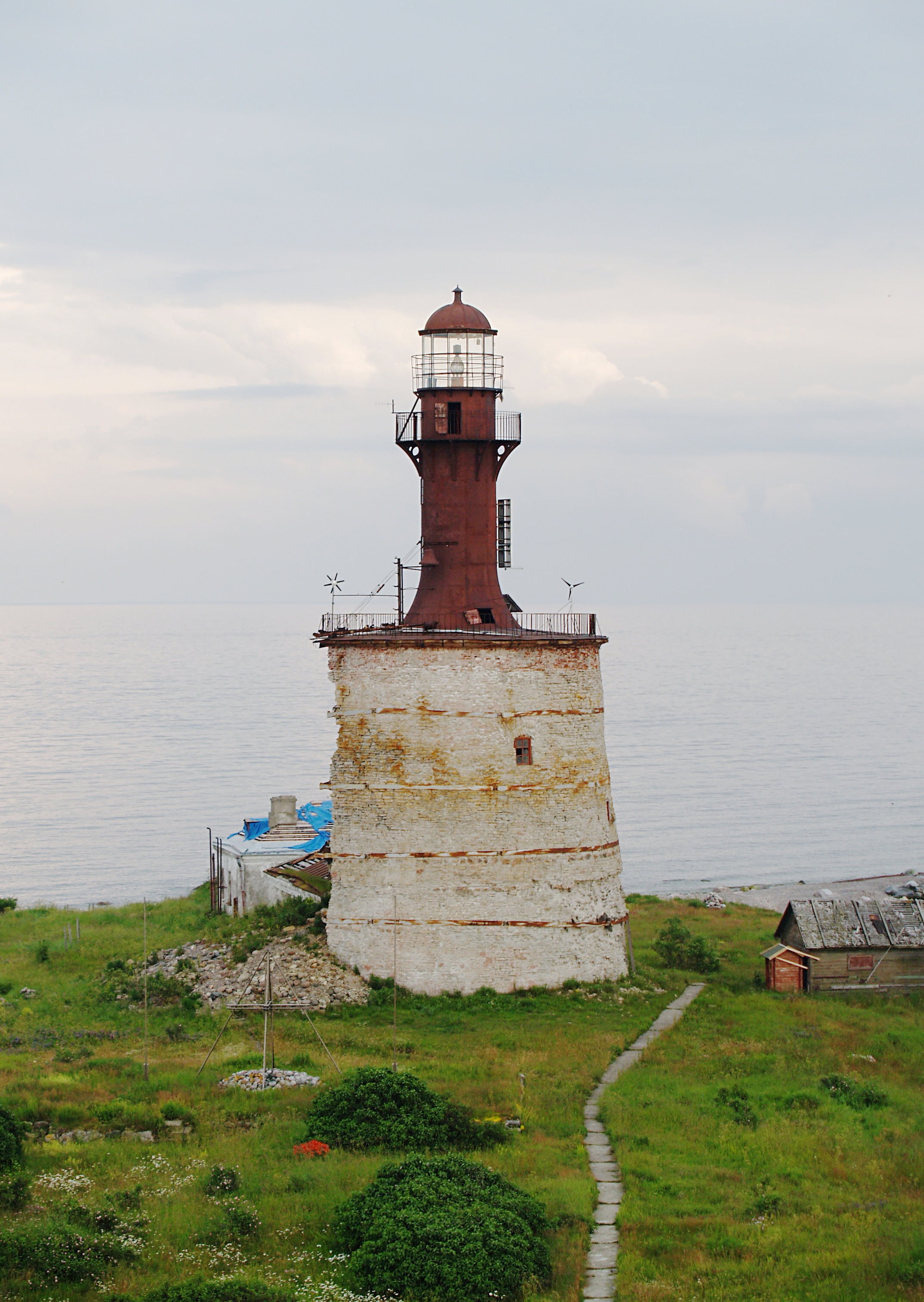
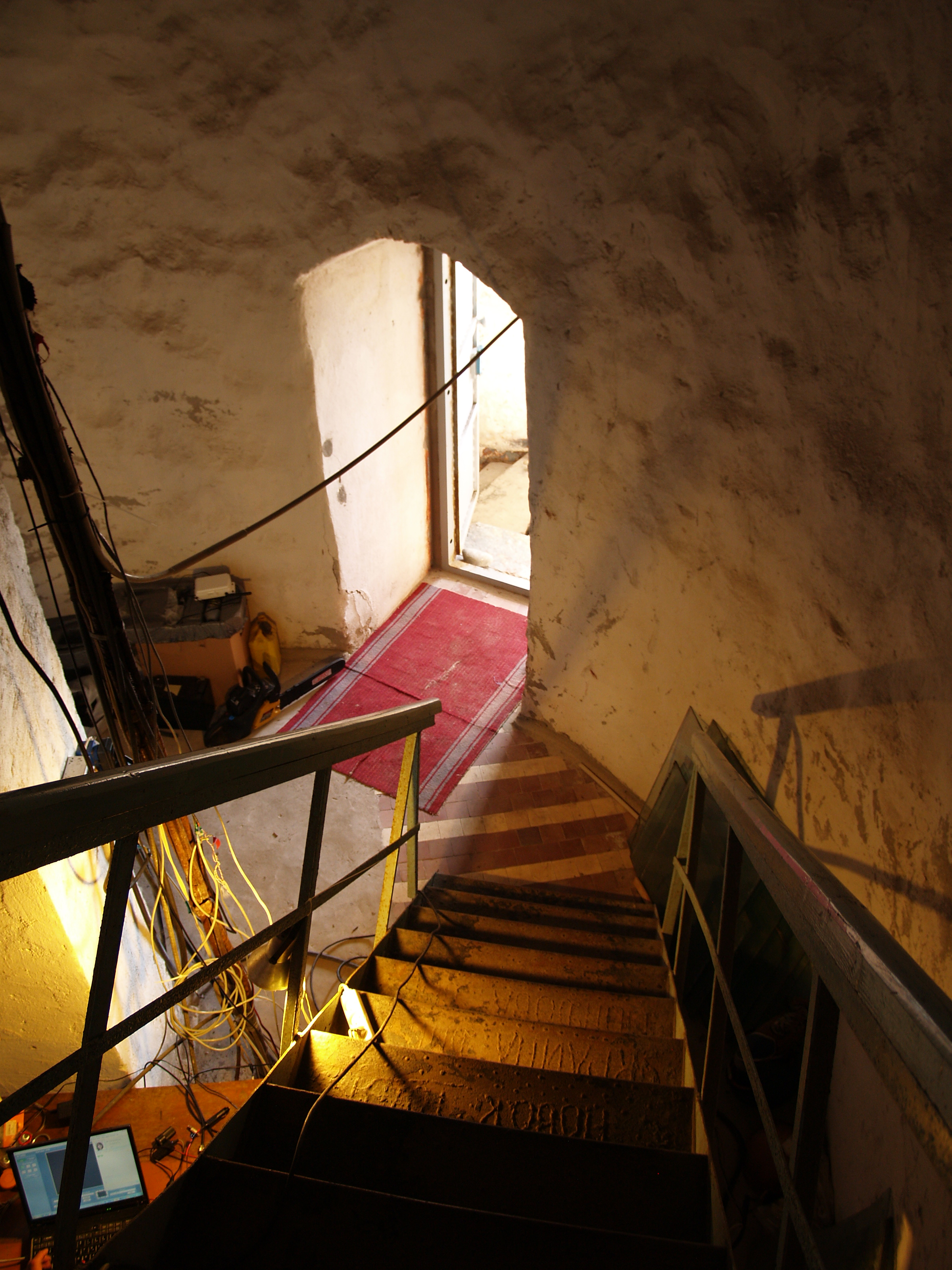
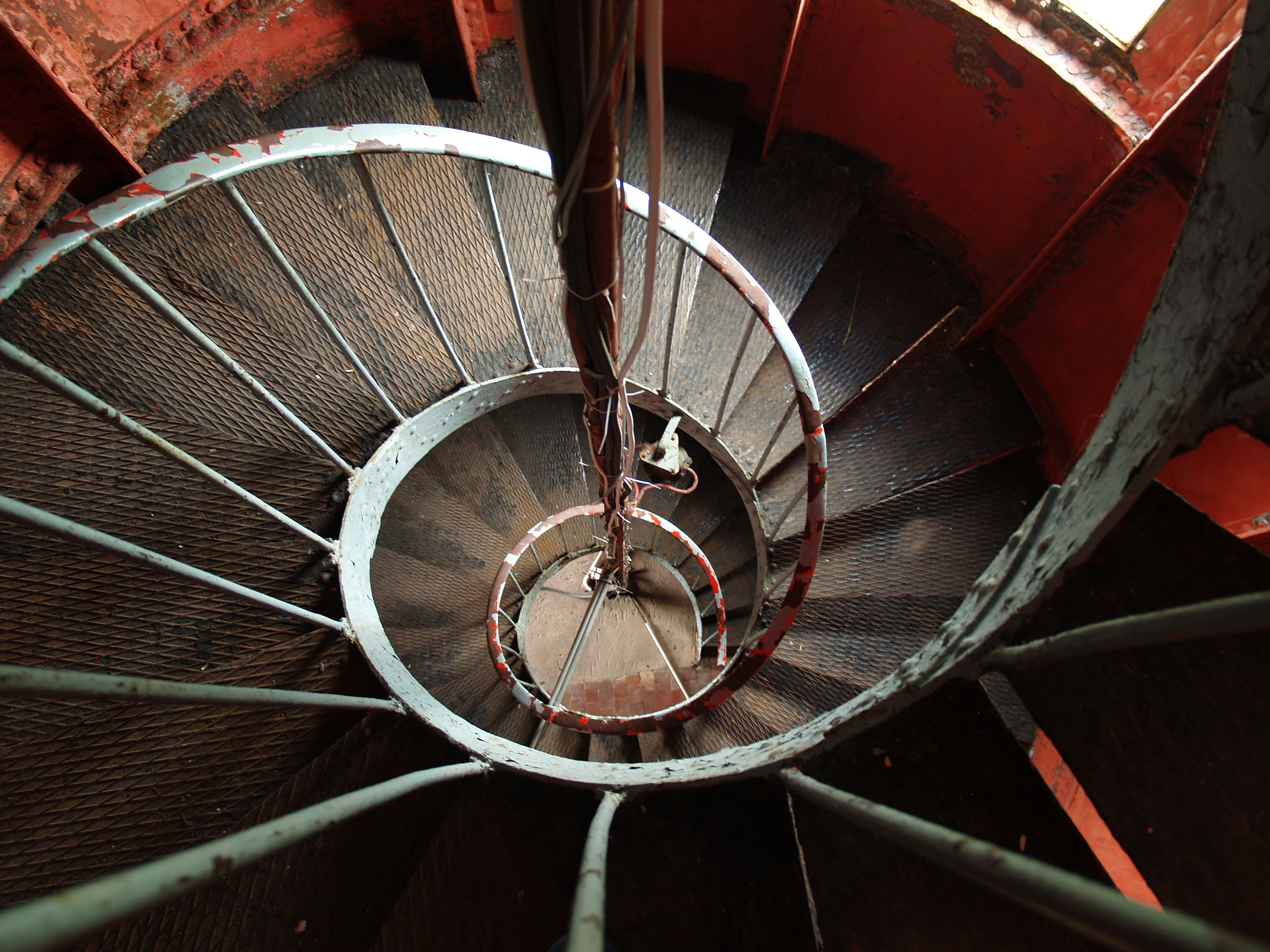
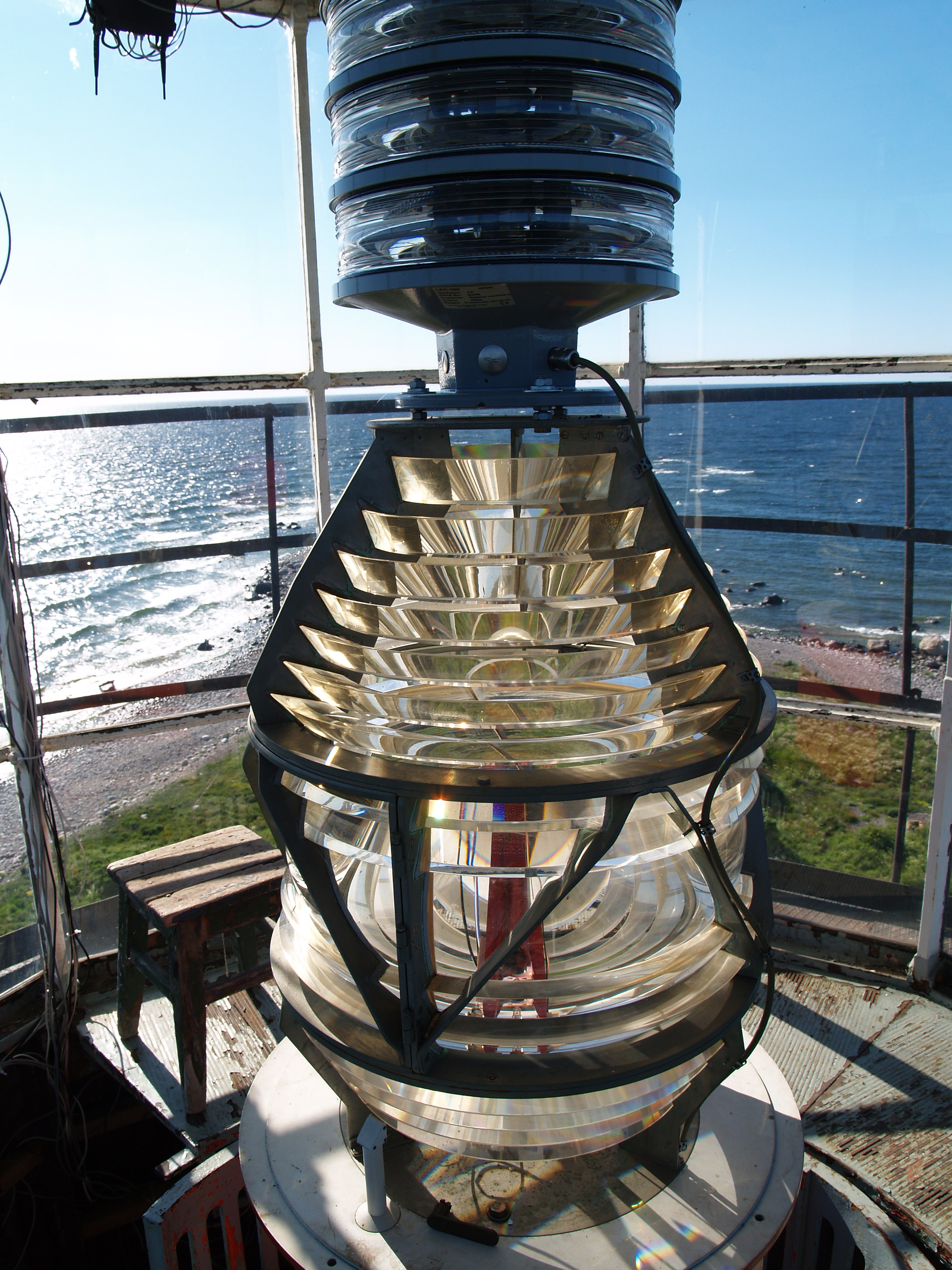